# Guaxabanes
Los Guaxabanes o Guajabanas fue un grupo indígena precolombino mexicano de lengua guachichil que estaba asentado hacia el norte del actual estado de Guanajuato, llegando incluso a Aguascalientes, a pesar de su ascendencia guachichil formaron parte de la confederación Guamare, especialmente se sabe que eran aliados de los Copuces.
Fueron evangelizados por Fray Bernardo Cozín, quien fundó la parroquia de San Francisco en su principal zona de vivienda: El Carrizalejo.

## Geografía y extensión.
Desde Aguascalentes al oeste hasta el norte de Guanajuato al este. Desde León al sur hasta San Luis Potosí al norte; su asentamiento principal se llamaba Guaxaban y se encontraba en la actual ciudad de Aguascalientes.

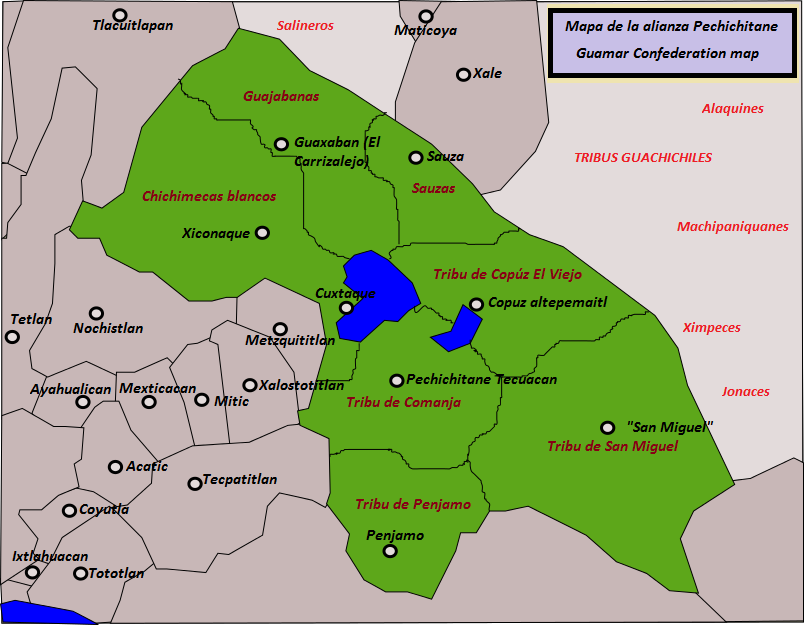
Mapa de la confederación guamare incluyendo a los Guaxabanes.